# Valetudo (satélite)
Valetudo, também conhecida como Jupiter LXII e originalmente conhecido como S/2016 J 2, é um satélite natural de Júpiter. Foi descoberto por Scott S. Sheppard e sua equipe por meio de dados obtidos a partir de 2016, mas sua descoberta foi anunciada somente em 17 de julho de 2018, por meio de uma Minor Planet Electronic Circular do Minor Planet Center.
Tem um diâmetro de cerca de um km e orbita Júpiter a uma distância de cerca de 24 milhões de quilômetros. Sua inclinação orbital é de 34 graus e sua excentricidade é de 0,222.
Ele tem uma órbita prógrado, mas cruza caminhos com vários satélite que possuem órbitas retrógradas e pode colidir com elas no futuro.
O nome "Valetudo" foi proposto para este satélite, em honra da deusa da mitologia romana da saúde e da higiene, Valētūdo, uma bisneta do deus Júpiter.